# Fonsecaiulus dorsifascia
Fonsecaiulus dorsifascia är en insektsart som först beskrevs av Henry Fairfield Osborn 1926.  Fonsecaiulus dorsifascia ingår i släktet Fonsecaiulus och familjen dvärgstritar. Inga underarter finns listade i Catalogue of Life.